# 勒德于
勒德于（挪威語：Rødøy）是挪威諾爾蘭郡的一個市镇，行政中心为沃加霍尔门村。市镇面积为711.28平方公里，2023年人口数量为1,139人。